# キリストの洗礼 (ペルジーノ、チッタ・デッラ・ピエーヴェ大聖堂)
『キリストの洗礼』（キリストのせんれい、伊: Il Battesimo di Cristo, 英: The Baptism of Christ）は、盛期ルネサンスのイタリアの巨匠ピエトロ・ペルジーノが1510年ごろに制作した祭壇画である。油彩。『新約聖書』の4つの福音書で言及されているヨルダン川でのイエス・キリストの洗礼を主題としている。ペルジーノ晩年の作品で、画家の出身地であるチッタ・デッラ・ピエーヴェの聖ジェルバシウスと聖プロタシウス大聖堂にある洗礼者聖ヨハネに捧げられた礼拝堂の祭壇画として制作された。この礼拝堂はニコラ・ディ・ヴァレンテ・ポルケッティ（Nicola di Valente Porchetti）の遺言によって1495年に建設された。保存状態は悪く、何度か修復を受けている。現在も同大聖堂に所蔵されている。

## 主題
『新約聖書』の「マタイによる福音書」3章、「マルコによる福音書」1章、「ルカによる福音書」3章、「ヨハネによる福音書」1章によると、洗礼者ヨハネはラクダの毛皮を身にまとい、蝗と蜜を食べながら荒野で暮らし、イスラエル全土から多くの人々が洗礼者ヨハネを訪れ、ヨルダン川で洗礼を受けた。しかしイエスが洗礼を受けに訪れると、洗礼者ヨハネは自分こそがあなたから洗礼を受けるべきであると言ったが、イエスに乞われたため、ヨハネはイエスに洗礼を行った。洗礼を受けたイエスは、天が割れて鳩の姿をした聖霊が自身の上に舞い降りるのを見た。またイエスは天から「これはわたしの愛する子であり、わたしの心に適う者である」という声が響くのを聞いた。

## 作品

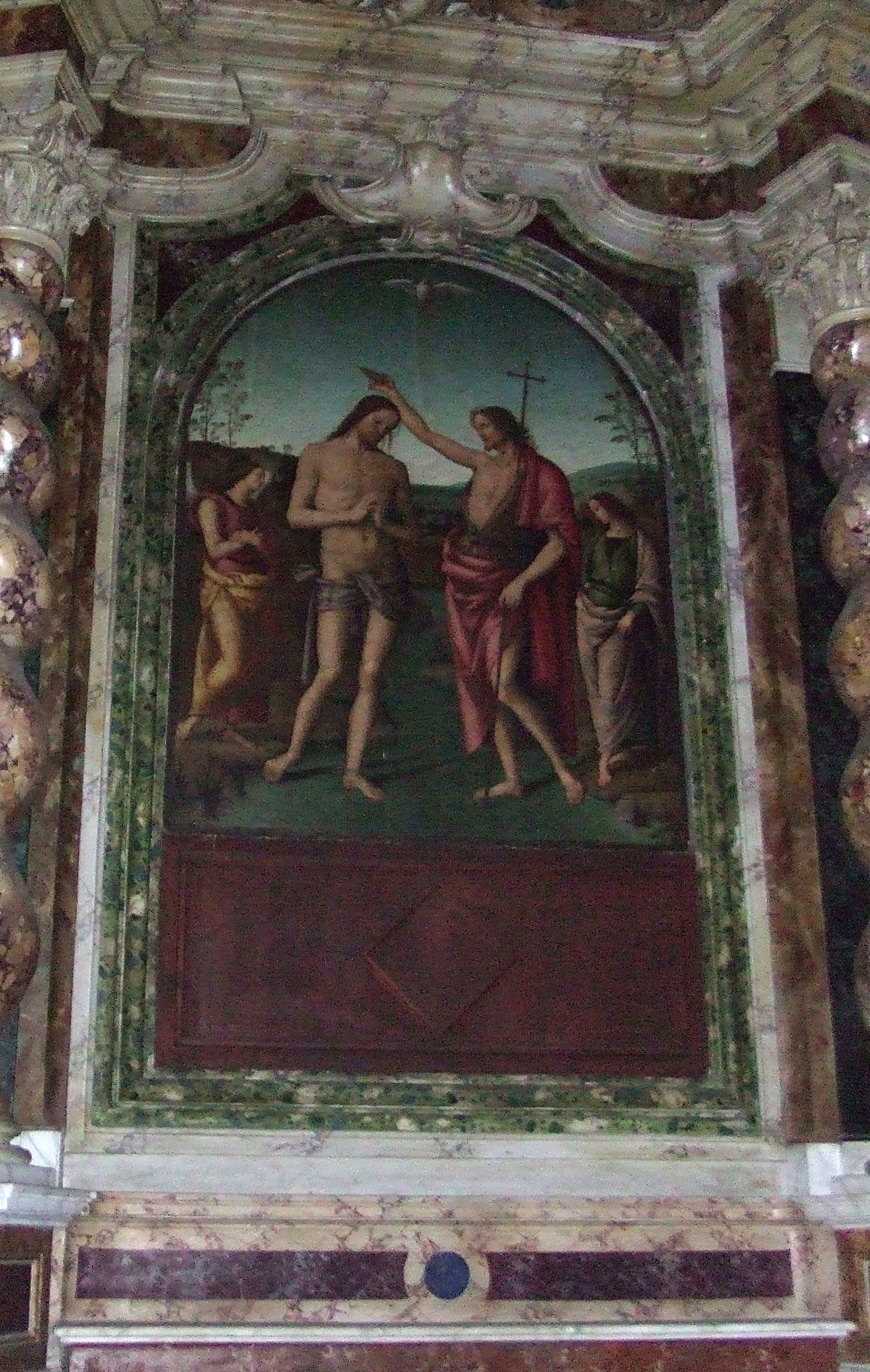
祭壇に設置された様子。2008年撮影。

ペルジーノはイエス・キリストが洗礼者ヨハネから洗礼を受ける瞬間を描いている。洗礼者ヨハネとイエスは物憂げな様子で、画面中央を流れるヨルダン川の浅瀬に立っており、洗礼者ヨハネは右手に持った器で川の水をすくい、イエスの頭に水をかけて洗礼を行っている。一方のイエスは胸の前で両手を合わせながら、洗礼を受けるために静かに頭を垂れている。川の水はちょうど2人の足首の高さを流れており、彼らの両足がはっきり見えるほどに清く澄んでいる。彼らの頭上では聖霊が鳩の姿をとって降臨し、翼を広げている。また彼らの背後には2人の天使が両岸に立っており、静かに瞑想している。背景はなだらかな丘陵を特徴とする典型的なウンブリア地方の風景が描かれている。穏やかな風景はほとんど様式化され、澄み渡る青空の下で、丘陵、細い木々、小川のある平原が地平線まで続いている。画面中央の洗礼者ヨハネとイエスの間の狭い空間には都市の風景も描かれている。
構図はシンメトリックであると同時に調和的である。洗礼者ヨハネとイエスの肌の色や優雅なポーズは、記念碑的かつ解剖学的に完全な身体と組み合わされており、洗練された表情は古典的理想を備えた古代の彫像を思わせる。
ペルジーノは「キリストの洗礼」を他にも6点ほど制作したが、同様の構図を繰り返し利用しており、本作品の構図はシスティーナ礼拝堂に描いた初期のフレスコ画『キリストの洗礼』（Il Battesimo di Cristo）をはじめとして、ルーアン美術館所蔵の『サン・ピエトロ多翼祭壇画』（Polittico di San Pietro）のプレデッラ、美術史美術館所蔵の小型の板絵、シカゴ美術館所蔵の由来が定かではないプレデッラ、フォリーニョのヌンツィアテッラ祈祷堂に描かれたフレスコ画、『サンタゴスティーノ多翼祭壇画』（Polittico di Sant'Agostino）などの作品とよく似ている。これらのうち、本作品と最もよく似ているのは美術史美術館のバージョンで、縦長の画面、ポーズのほか、足首の高さで流れる川の水、降臨する聖霊のみ描かれた青空など、多くの点で一致している。
ペルジーノは画面中央の洗礼者ヨハネとイエスを天使よりも大きく描くことで、彼ら自身と洗礼の重要性を強調し、また天使が彼らの後方に立っていることを示している。ペルジーノの遠近感の表現は風景においても見ることができ、空気遠近法を巧みに使用して色彩に変化をつけながら、前景に位置しているものはより鮮明に描写し、遠景に位置しているものは輪郭をぼかして描いている。
バロック様式の大理石の祭壇額に収められている。

## 保存状態・帰属
保存状態はペルジーノの同主題の作品の中で最も悪く、絵具の剥落やひび割れなどの損傷が見られる。そのため長年にわたってペルジーノの弟子による作品と考えられてきた。たとえば美術史家ウンベルト・グノーリは1923年にチッタ・デッラ・ピエーヴェ出身の画家ジャンニコラ・ディ・パオロによる広範な協力によって描かれたとした。また1959年にはエットレ・カメザスカ（Ettore Camesasca）がペルジーノの下絵に基づく工房作とした。しかし1962年に行われた修復によって下絵の繊細さが明らかになると、カメザスカは見解を変えてペルジーノの自筆画と見なしている。現在では一般的にペルジーノの作品として認められている。2010年に再び修復を受けている。

## ギャラリー
関連作品

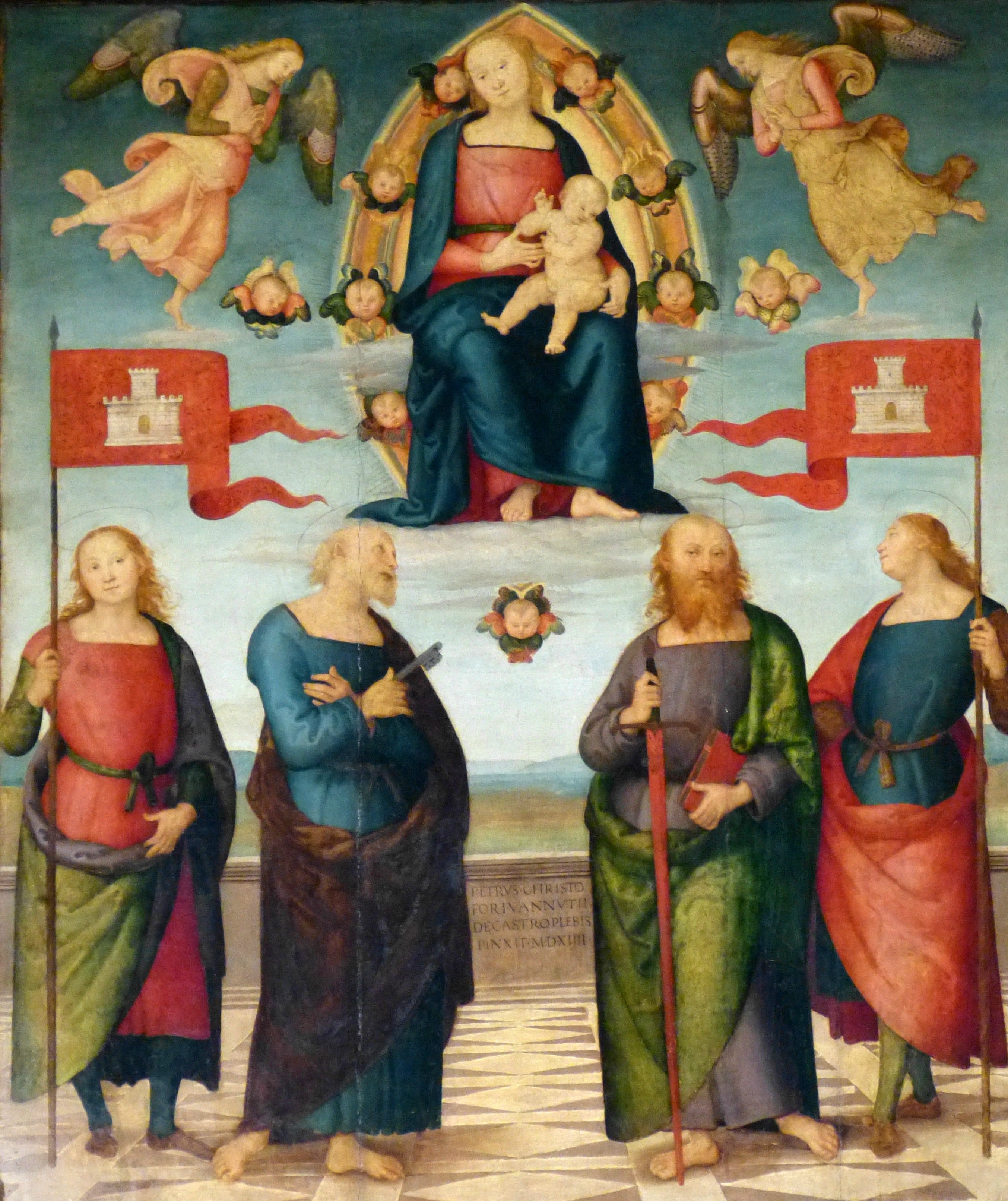
ペルジーノによる主祭壇画『栄光の聖母と四天使』1514年 チッタ・デッラ・ピエーヴェ大聖堂（英語版）所蔵
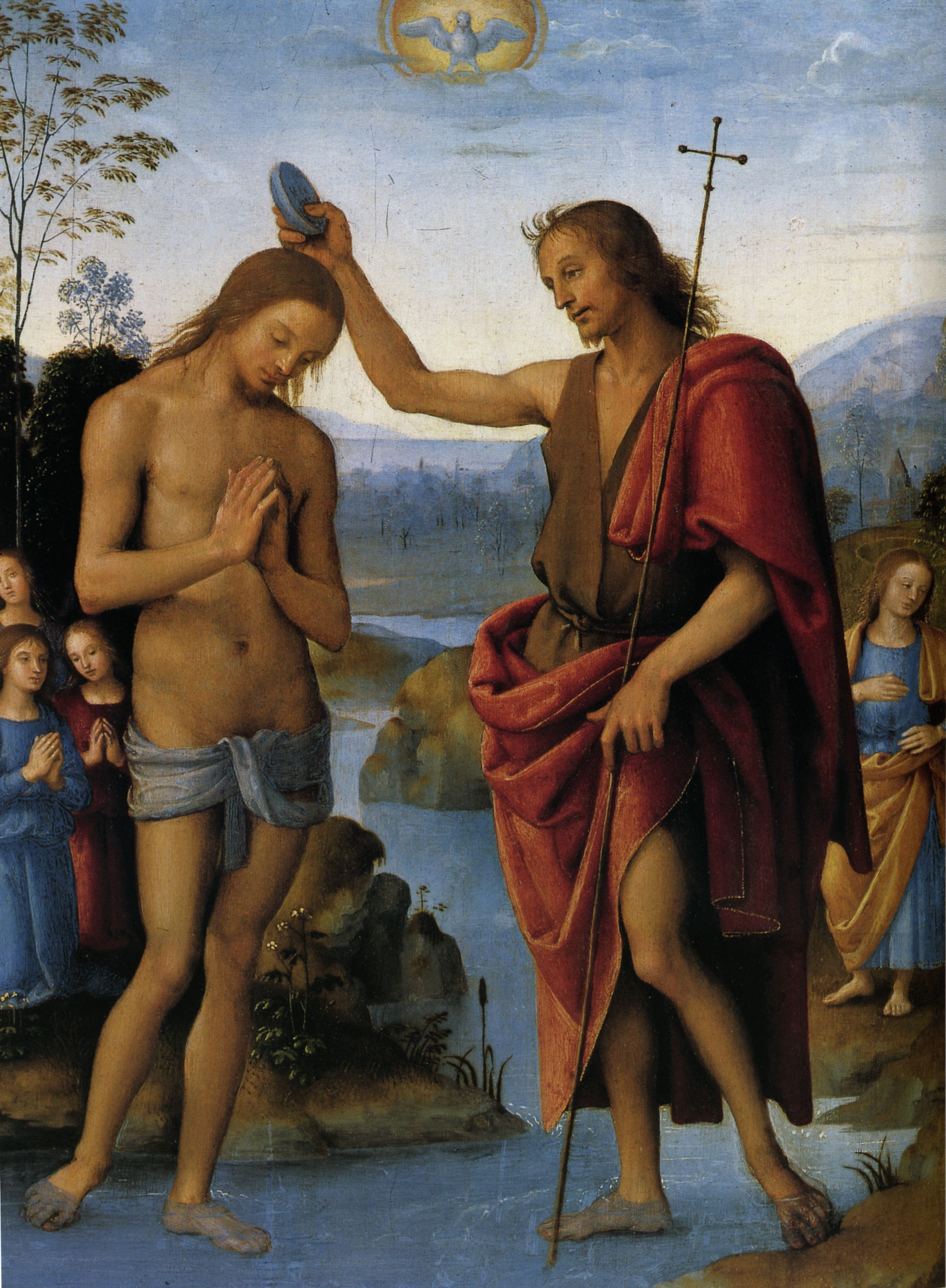
『キリストの洗礼』1498年⁻1500年ごろ 美術史美術館所蔵
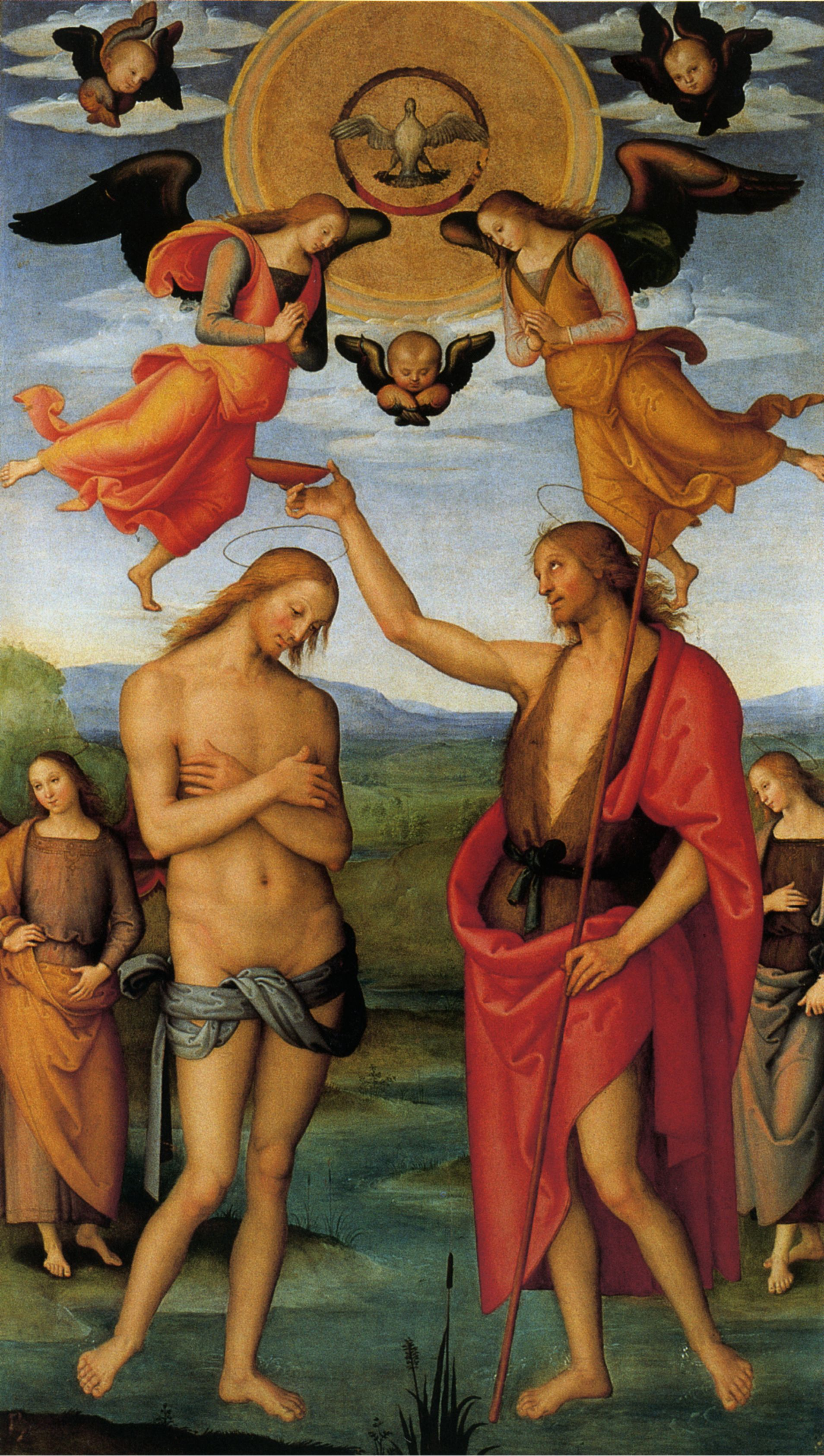
『サンタゴスティーノ多翼祭壇画』の「キリストの洗礼」1510年ごろ ウンブリア国立絵画館（英語版）所蔵
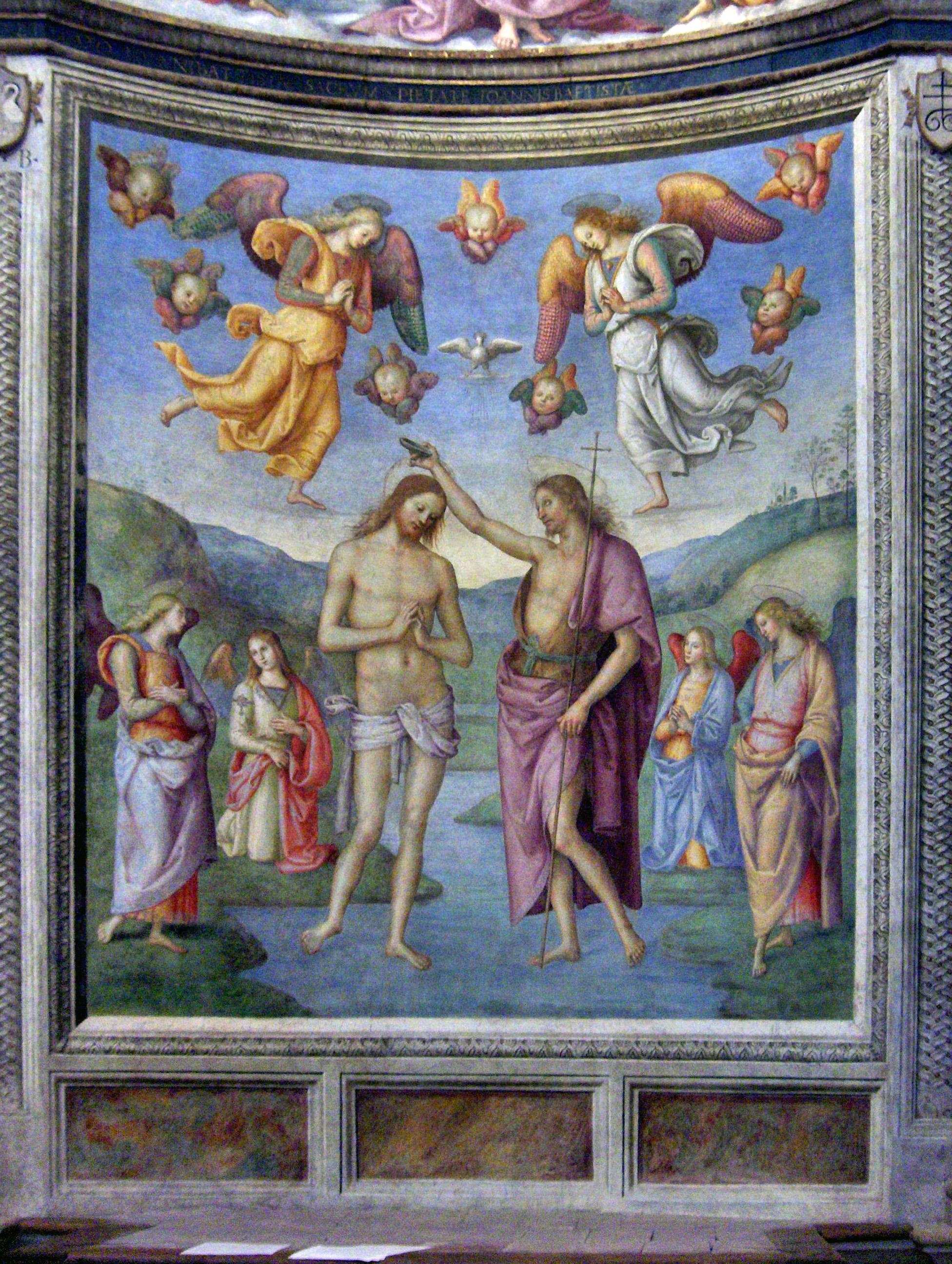
フレスコ画『キリストの洗礼』1507年から1513年の間 ヌンツィアテッラ礼拝堂（英語版）